# أو. إي. ميدلتون
أو. إي. ميدلتون (بالإنجليزية: O. E. Middleton)‏ 25 مارس 1925 - 14 أغسطس 2010)؛ كاتب وقاص نيوزيلندي، عُرِف بقصصه القصيرة، وهو الشقيق الأكبر للروائي إيان ميدلتون.